# (802) Эпиакса
(802) Эпиакса (лат. Epyaxa) — астероид главного пояса, открытый 20 марта 1915 года немецким астрономом Максом Вольфом в обсерватории Гейдельберг и названный в честь царицы древней Киликии Эпиаксы.